# Afrocoelichneumon didymatus
Afrocoelichneumon didymatus là một loài tò vò trong họ Ichneumonidae.